# バッサーム・アッ＝ラーウィー
バッサーム・ヒシャーム・アリー・アッ＝ラーウィー（アラビア語: بسام هشام علي الراوي、Bassam Hisham Ali Al-Rawi、1997年12月16日 - ）は、イラク・バグダード出身のサッカー選手。アル・ドゥハイルSC所属。カタール代表。ポジションはディフェンダー。

## 経歴

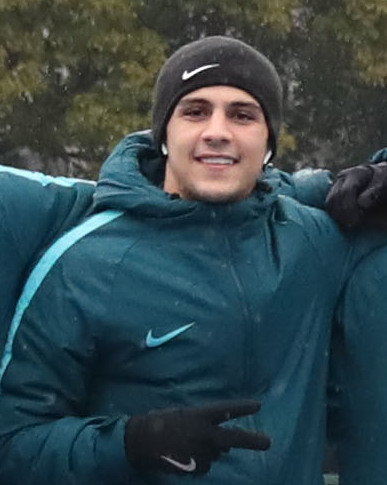
U-23カタール代表でのバッサーム

フェリックス・サンチェス・バス監督によってAFCアジアカップ2019のカタール代表メンバーに選ばれた。
2019年1月9日、レバノン代表戦で代表初ゴールを挙げた。同年1月22日には、出身国であるイラク代表を相手にカタール代表として2得点目となる決勝ゴールを決め、チームの準々決勝進出に貢献した。

## 代表歴

### 出場大会
- カタール代表
  - 2022 FIFAワールドカップ

### 試合数
- 国際Aマッチ 70試合 2得点（2017年-）[3]

| カタール代表 | 国際Aマッチ | 国際Aマッチ |
| 年           | 出場        | 得点        |
| ------------ | ----------- | ----------- |
| 2017         | 3           | 0           |
| 2018         | 10          | 0           |
| 2019         | 14          | 2           |
| 2020         | 0           | 0           |
| 2021         | 22          | 0           |
| 2022         | 10          | 0           |
| 2023         | 11          | 0           |
| 2024         |             |             |
| 通算         | 70          | 2           |

### 得点
| #  | 開催年月日    | 開催地       | スタジアム                             | 対戦国   | 得点 | 勝敗 | 試合概要            |
| -- | ------------- | ------------ | -------------------------------------- | -------- | ---- | ---- | ------------------- |
| 1. | 2019年1月9日  | アル・アイン | ハッザーア・ビン・ザーイド・スタジアム | レバノン | 1–0  | 2–0  | AFCアジアカップ2019 |
| 2. | 2019年1月22日 | アブダビ     | アール・ナヒヤーン・スタジアム         | イラク   | 1–0  | 1–0  | AFCアジアカップ2019 |

## 人物
イラクのバグダードで生まれたが、カタール代表として帰化した。
父親のヒシャーム・アッ＝ラーウィーも元サッカー選手で1990年代にイラク代表として活躍した。

## タイトル

### クラブ
アル・ドゥハイル
- カタール・スターズリーグ： 2017-18, 2019-20
- アミールカップ： 2018, 2019
- カタール・カップ： 2018

### 代表
カタール代表
- AFCアジアカップ： 2019